# Vallon-Pont-d'Arc
Vallon-Pont-d'Arc là một xã ở tỉnh Ardèche, vùng Rhône-Alpes ở đông nam nước Pháp.